# Friedrich Traun
Friedrich Traun (n. 29 martie 1876, Wandsbek⁠(d), Regatul Prusiei, Imperiul German – d. 11 iulie 1908, Hamburg, Imperiul German) a fost un jucător de tenis german, medaliat olimpic. A participat la o ediție a Jocurilor Olimpice (1896) în care a câștigat o medalie de aur.

## Participări
Lista de mai jos prezintă principalele competiții la care a participat Friedrich Traun de-a lungul carierei.
- Antisfairisi stous Therinoùs Olympiakoùs Agones 1896 - Diplό andron[*]